# Ангелус, Андреас
Андреас Ангелус (16 ноября 1561 — 9 августа 1598) — священник, учитель и государственный инспектор. Известен как автор истории хроники Маркграфства Бранденбург.

## Биография
Андреас родился в Штраусберге, сыне Горгия Энгеля, члена городского совета. В двенадцатилетнем возрасте он был принят в Альма-Матер Виадрину, университет Франкфурта-на-Одере (ныне Европейский университет Виадрина). Вся его семья умерла в 1575 году от чумы, после чего он покинул Бранденбург. В 1577 году он был записан учеником Мариенштейнсгеймания в Штеттине. Позже он некоторое время жил в Гольштейне, где писал хронику Гольштейна. Примерно в 1580 году данные он нем вновь появились в Бранденбурге, в различных учебных заведениях: кончер и кантор в Штраусберге с 1582 года; ректор в Штраусберге 1584—1586; коннектор в Нойштадте Бранденбург-на-Хафеле 1586—87; Также был учителем в школе францисканцев в Берлине (ныне Берлинская гимназия).
14 сентября 1592 года он женился на Сабине, старшей дочери Иакова Коллера, пробста церкви Святого Николая в Берлине, и в том же году был сделан пастором в родном городе Штраусберге. С этого времени он начал писать свои работы по истории Бранденбурга, которые, хотя и имели латинские названия, были полностью написаны на немецком языке. Его основной работой была полная история Бранденбурга под рабочим названием «Marchia». Примерно в 1593 году был опубликованный первый том, взятый из этой работы, появился под названием «Rerum Marchicarum Breviarum», а два года спустя — еще один том под названием «Annales Marchiae Brandenburgicae». Ангелус приводит около 200 печатных работ и еще около двадцати, которые в то время были доступны только в рукописи.
Он запланировал третий том, как завершающий трилогию историю по истории Бранденбурга, но умер от чумы 9 августа 1598 года, а незавершенная рукопись третьей части была сожжена его вдовой после его смерти, по-видимому, из-за какого-то финансового спора.

## Книги
- Annales Marchiae Brandenburgicae, das ist ordentliche Verzeichnus und Beschreibung der fürnemsten und gedenckwirdigsten Märkischen Jahrgeschichten und Historien, so sich vom 416. Jahr vor Christi Geburt bis aufs 1596 Jahr zugetragen haben. Frankfurt a.d. Oder 1598.
- Rerum Marchicarum Breviarum, Das Ist Kurtze Beschreibung der vornembsten geschichten und HIstorien, so sich vor und nach Christi Geburt als uber 2000 Jahren in chur und Fürstenthumb der Mark Brandenburg bis auff gegenwertiges 1593. Jahr begeben und zugetragen haben. Wittenberg 1593.